# Staro Čiče
Staro Čiče falu Horvátországban Zágráb megyében. Közigazgatásilag Velika Goricához tartozik.

## Fekvése
Zágráb központjától 16 km-re, községközpontjától 4 km-re délkeletre fekszik. A Túrmezőnek ez a vidékén egykor a mocsaras területből kisebb magaslatok emelkedtek ki számos patakkal, csatornával és forrással váltakozva. Az itt található nagy mennyiségű kavics kibányászása során mesterséges tavak keletkeztek , melyek közül a legnagyobb a Čiče-tó a maga 0,9 négyzetkilométeres területével és mintegy 50 méteres mélységével. A tó kialakulása a felszín alatti vizek egy helyre áramlásával a mocsarak kiszáradásához vezetett. A talajvíz szintjének csökkenéséhez az 1964-es zágrábi árvíz után kiépített Száva-Odra csatorna is hozzájárult. Mára az egykori mocsarakból a tavakon kívül csak kisebb erdővel benőtt vizes területek maradtak, mely a madarak kedvelt élőhelyei.

## Története
A régészeti leletek tanúsága szerint területén már a bronzkorban is éltek emberek. Ezt igazolják az itt előkerült bronz-, hallstatt- és vaskori leletek.
Čiče első említése IV. Bélának 1238-ban kiadott, a johannita lovagrendet birtokaiban megerősítő okleveléből származik "terra Zichuan" alakban. Zichuan, vagy magyarosan Csicsán a lovagrendnek kiterjedt birtoka volt a Túrmező területén, mely magában foglalta a mai Pesčenica, Lekenik, Kravarsko és Kupčina településeket. A birtok központjában valószínűleg egy fából épített vár állt, melynek pontos helye nem ismert, de történészek a mai Staro és Novo Čiče közé a Gradišće nevű helyre, a Siget-patak kanyarulatába helyezik. Ezen a helyen még ma is cserépdarabok kerülnek elő a földből. 1230 és 1240 között e várban tartózkodott a rend horvátországi nagymestere. A vár 1290 körül leégett. A 13. században a johannita preceptorátus központja mellett kifejlődött egy iparos település is, melynek egy Szent Lélek tiszteletére szentelt temploma volt. A johanniták csicsáni preceptorátusukat 1328-ig tartották meg. Ekkor más birtokokra cserélték és a želini váruradalom részeként királyi birtok lett. Želin (Selin) várát a 14. században említik és a település szomszédságában állt, olyannyira hogy olykor Chichannak (castrum regale Zelin, alio nomine Chichan) is nevezték. 1334-ben Ivan goricai főesperes már említi "Chichan" Szent Györgynek szentelt plébániatemplomát, mely a mai Staro Čiče területén állt. Ez a templom valószínűleg a török harcok idején semmisült meg. A település még a 15. században is megtartotta korábbi jelentőségét, mezővárosként gyakran volt helyszíne a környékbeli nemesség gyűléseinek. A 14. században a mezőváros mellett új település jött létre, mely a Novi Čičan nevet kapta. Ezután a régi mezővárost Stari Čičannak nevezték.
A 15. században Želin várát az Erdődyek szerezték meg, akik itt is felépítettek egy kastélyt maguknak. A török veszély közeledtére azonban székhelyüket a várba helyezték át, így a település jelentőségét teljesen elveszítette. A 16. század végén egy török támadás során a vár és uradalma is elpusztult. Ezután Staro Čiče hosszú ideig csak egy mocsarakkal körülvett kis falu volt. Ősi templomáról nem sokat tudunk. Lehet, hogy 1592-ben ez is elpusztult, de lehet hogy újjáépítették. Az 1630-as egyházi vizitáció említ itt egyházat "ecclesia in Veteri Chiche" néven, majd 1649-ben is megemlítik, de nem tudni hogy az ősi templomról van-e szó, vagy egy újonnan épített templomról. Az egyházközség 1799-ig létezett a településen, ekkor azonban a szomszédos Vukovinához csatolták és azóta is oda tartozik. A falunak ma nincs temploma. A hagyomány szerint a Szent György kápolna az ősi templom helyén áll. A falunak 1857-ben 227, 1910-ben 300 lakosa volt. Trianon előtt Zágráb vármegye Nagygoricai járásához tartozott. 2001-ben 787 lakosa volt.

## Lakosság
| Lakosság változása | Lakosság változása | Lakosság változása | Lakosság változása | Lakosság változása | Lakosság változása | Lakosság változása | Lakosság változása | Lakosság változása | Lakosság változása | Lakosság változása | Lakosság változása | Lakosság változása | Lakosság változása | Lakosság változása |
| ------------------ | ------------------ | ------------------ | ------------------ | ------------------ | ------------------ | ------------------ | ------------------ | ------------------ | ------------------ | ------------------ | ------------------ | ------------------ | ------------------ | ------------------ |
| 1857               | 1869               | 1880               | 1890               | 1900               | 1910               | 1921               | 1931               | 1948               | 1953               | 1961               | 1971               | 1981               | 1991               | 2001               |
| 227                | 223                | 243                | 267                | 312                | 300                | 273                | 310                | 309                | 351                | 331                | 348                | 472                | 691                | 787                |

## Nevezetességei
- A régi plébánia épülete[3] egyike az ország máig fennmaradt fából épített plébániáinak. Az épületet bukevjei mesterek építették 1831 után Erdődy grófnő anyagi támogatásával, mivel a régi plébániaépület lakhatatlanná vált.
- Gradišće nevű határrészén a Siget-patak kanyarulatában állt Csicsán középkori vára.
- Bronzkori régészeti lelőhely.

## Híres emberek
Itt keresztelték a szomszédos Kuče faluban 1609. április 17-én született Juraj Habdelić írót, nyelvészt, a zágrábi jezsuita egyetem rektorát.